# Chromosporium lateritium
Chromosporium lateritium är en svampart som beskrevs av Cooke & Harkn. 1881. Chromosporium lateritium ingår i släktet Chromosporium, divisionen sporsäcksvampar och riket svampar.   Inga underarter finns listade i Catalogue of Life.